# Frank (voornaam)
Frank is een voornaam, één uitleg is dat Frank een Germaanse naam is, die is afgeleid van de volksnaam van de Franken. De betekenis daarvan is frakka "werpspeer" of frakkr "moedig" (er werd ook verband gelegd met frank "vrij").
Frank kan ook een verkorting zijn van Franciscus. Deze naam is afkomstig van de heilige Franciscus van Assisi (geboren 1181 à 1182). Zijn doopnaam was eigenlijk Giovanni (Johannes), maar vanwege zijn Franse moeder noemde zijn vader hem Francesco, "Fransman". Dit komt dus eigenlijk op hetzelfde neer, aangezien Frankrijk naar de franken vernoemd is.
Vrouwelijke vormen van deze voornaam zijn Francesca, Francine, Françoise en Franka.

## Bekende Nederlandse Franken
- Frank Affolter, zanger
- Frank van Bakel, veldrijder
- Frank Berghuis, voetballer
- Frank Boeijen, zanger/muzikant
- Frank de Boer, voetballer
- Frank Broers, voetballer
- Frank Constandse, volleyballer
- Frank Dales, politicus
- Frank Dane, radio-dj
- Frank Deiman, dirigent
- Frank Dekkers, kunstschilder
- Frank Drost, zwemmer
- Frank Drost, dammer
- Frank van Etten, zanger
- Frank van Eijs, voetballer
- Frank Evenblij, televisiepresentator
- Frank Govers, modeontwerper
- Frank de Grave, politicus
- Frank Groothof, acteur, bekend uit Sesamstraat
- Frank den Herder, componist, pianist en cellist
- Frank Houben, politicus
- Frank IJsselmuiden, burgemeester
- Frank Jansen, televisiepersoonlijkheid
- Frank Janssen, voetballer
- Frank Kleuskens, gitarist
- Frank Kneepkens, zanger
- Frank Koen, politicus
- Frank Koenegracht, dichter
- Frank Köhler, politicus
- Frank van Kolfschooten, wetenschapsjournalist
- Frank Kooiman, voetbaldoelman
- Frank van Kouwen, voetballer
- Frank Kramer, sportpresentator en sportverslaggever
- Frank Kroeze, schaker
- Frank Lammers, acteur
- Frank Majoor, diplomaat
- Frank Masmeijer, tv-presentator en cocainesmokkelaar
- Frank du Mosch, tv-presentator
- Frank Peters, pianist
- Frank Rijkaard, voetballer
- Frank Sanders, musicalster, weduwnaar van Jos Brink
- Frank Steijns, bekend beiaardier, eerste violist bij André Rieu
- Frank van der Struijk, voetballer
- Frank van der Velde, presentator
- Frank Verlaat, voetballer
- Frank Verstijlen, hoogleraar
- Frank Visser, jurist, bekend uit De Rijdende Rechter
- Frank de Vries, politicus

## Bekende Belgische Franken
- Frank Aendenboom, acteur
- Frank Beke, politicus
- Frank De Bleeckere, voetbalscheidsrechter
- Frank Deboosere, weerman
- Frank Defays, voetballer
- Frank De Moor, journalist
- Frank Depestele, volleyballer
- Frank De Winne, ruimtevaarder
- Frank Focketyn, acteur
- Frank Galan, zanger
- Frank Lateur, schrijver Stijn Streuvels
- Frank Maieu, kunstenaar
- Frank Molnar, televisiepresentator
- Frank Sels, stripauteur
- Frank Swaelen, politicus
- Frank-Ivo van Damme, kunstenaar
- Frank Van Den Abeele, wielrenner
- Frank Vandenbroucke, wielrenner
- Frank Vandenbroucke, politicus
- Franky Van der Elst, voetballer
- Frank Vanhecke (politicus
- Frank Van Laecke, musicalregisseur
- Frank Van Mechelen, filmregisseur
- Frank Van Passel, filmregisseur
- Frank Vercauteren, voetbaltrainer

## Bekende internationale Franken
- Frank Martinus Arion, Antilliaans schrijver
- Frankie Andreu, Amerikaans wielrenner
- Frank Arnesen, Deens voetballer
- Frankie Avalon, Amerikaans zanger en acteur
- Frank Baumann, Duits voetballer
- Frank Beyer, Duits filmregisseur
- Frank Braley, Frans pianist
- Frank Bramley, Brits kunstschilder
- L. Frank Baum, Amerikaans schrijver
- Franck Bouyer, Frans wielrenner
- Frank Calvert, Brits archeoloog
- Frank Capra, Amerikaans regisseur
- Frank Culbertson, Amerikaans astronaut
- Frank Dancevic, Canadees tennisser
- Frank Deville, Luxemburgs voetballer
- Frank Dittrich, Duits schaatser
- Frank Drake, Amerikaans astronoom
- Frank Duval, Duits zanger
- Frank Elstner, Duits televisiepresentator
- Franck Esposito, Frans zwemmer
- Frank Farian, Duits zanger en producer
- Frank Fredericks, Namibisch atleet
- Frank Gambale, Australisch gitarist
- Frank Bunker Gilbreth, Amerikaans wetenschapper
- Frank Hansen, Noors roeier
- Frank Harte, Iers zanger
- Frank Herbert, Amerikaans schrijver
- Frank Høj, Deens wielrenner
- Frank Hovde, Noors schaker
- Frank Kelly, Iers acteur
- Frank Knight, Amerikaans econoom
- Frankie Knuckles, Amerikaans house-dj en producer
- Frank Kopel, Schots voetballer
- Frank Lampard, Engels voetballer
- Frank Marshall, Amerikaans schaker
- Frank Martin, Zwitsers componist
- Frank-Thomas Mende, Duits acteur
- Frank Mill, Duits voetballer
- Frank Miller, Amerikaanse auteur, regisseur en comictekenaar en -schrijver
- Frank Murkowski, Amerikaans politicus
- Frank Parr, Brits schaker
- Franck Ribéry, Frans voetballer
- Frank Riley, Amerikaanse schrijver
- Frank Runyeon, Amerikaans acteur
- Fränk Schleck, Luxemburgs wielrenner
- Frank Sinatra, Amerikaans zanger
- Frank Sinclair, Engels-Jamaicaans voetballer
- Frank Soltis, Amerikaans computerwetenschapper
- Franck Songo'o, Frans-Kameroens voetballer
- Frank Graham Stewart, Amerikaans componist
- Frank Thomas, Amerikaans striptekenaar
- Frank Wedekind, Duits acteur en schrijver
- Frank Whittle, Brits uitvinder
- Frank Wormuth, Duits voetbaltrainer
- Frank Lloyd Wright, Amerikaans architect
- Frank Yale, Amerikaans gangster
- Frank Zander, Duits zanger
- Frank Zappa, Amerikaans zanger en gitarist

## Fictieve personen met de naam Frank
- Frank Braam (Harry Potter)
- Frank Lubbermans (Harry Potter)
- Frank (Sesamstraat)
- Frank Bomans (Thuis (televisieserie))